# Miquel Duran i Martínez

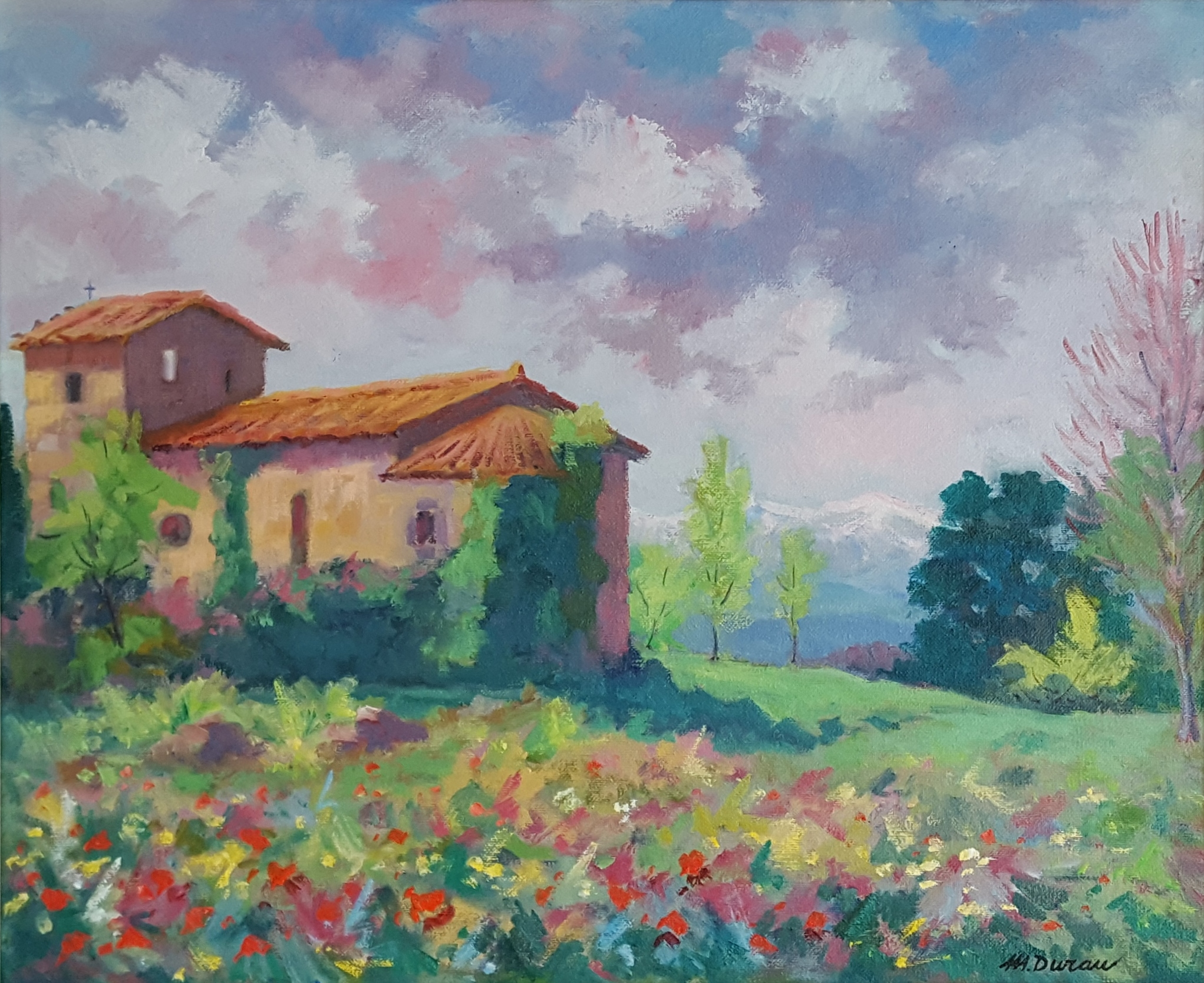
La Trinitat de Batet (església romànica del barri Batet d'Olot amb vistes als Pirineus (1989))

Miquel Duran i Martínez (Barcelona, 10 de febrer de 1939) és un pintor català postimpressionista.
Conegut com “el pintor de les Preses”, va néixer a Barcelona el 10 de febrer de 1939, sent batejat una mica més tard a la parròquia natal de la seva família a les Preses. Va començar els seus estudis d'art als 15 anys a l'acadèmia privada del pintor Lluís Carbonell a la veïna ciutat d'Olot. El 1958 va anar a Madrid a estudiar perquè havia rebut una beca del govern de la província de Girona per a estudis de postgrau en belles arts. El 1961 va fer el servei militar a Figueres i, al mateix temps, va completar la seva formació artística amb el pintor figuerenc Joan Sibecas. Va rebre formació en pintura en la tradició de la Garrotxa a una acadèmia d'Olot, molt a prop de les Preses, on ha viscut i ha treballat sempre, i en la tradició de l'Empordà a Figueres. Després, va tornar a estudiar a l'Acadèmia d'Art d'Olot. El 1985 se’n va anar a Madrid per impartir un curs d’arts plàstiques, becat per la Diputació de Girona.
En les seves obres de pintura de paisatges, Duran segueix el canvi cromàtic de la natura pel que fa a les estacions de l'any. A la primavera domina el verd clar. A l'estiu predominen els colors brillants. Els tons vermells entren a la tardor. Miquel Duran va fer exposicions individuals i col·lectives a Catalunya, França i Alemanya (a la zona de Stuttgart) els anys noranta. Miquel Duran es veu a si mateix com a "ambaixador de la Garrotxa". En conseqüència, va pintar tots els pobles de la Garrotxa i els va publicar en un esplèndid llibre il·lustrat. Miquel Duran dirigeix l'escola d'art a la seva ciutat natal, Les Preses.